# 程建军 (文艺家)
程建军（1956年8月—），男，汉族，河南襄城人，中国民间文艺家，现任中国民间文艺家协会副主席，河南省文学艺术界联合会副主席，河南省民间文艺家协会主席。